# پیرایش آران‌ای
پیرایش آران‌ای (به انگلیسی: RNA splicing) در زیست‌شناسی مولکولی، نوعی از پردازش آران‌ای است که سبب تبدیل یک رونوشت از آران‌ای پیام‌رسان (mRNA) پیش‌ساز یا نابالغ به آران‌ای پیام‌رسان بالغ می‌شود. طی این فرایند، اینترون‌ها از رشته حذف شده و اگزون‌ها به یکدیگر متصل می‌گردند.
در مولکول‌های حیاتی آران‌ای پیرایش بسیار مهم می‌باشد. این فرایند در یوکاریوت‌ها و پروکاریوت‌ها دیده شده‌است. در برخی پروکاریوت‌ها به نام آرکی‌ها نیز پیرایش انجام می‌گیرد. پیرایش نقش بسیار مهمی را در آغاز ترجمه آران‌ای و پروتئین سازی ایفا می‌کند. در این فرایند رونوشت اگزون‌های لازم به روش‌های مختلف به یکدیگر متصل شده و رونوشت اینترون‌ها از آران‌ای جدا می‌شود. در نتیجه می‌توان از یک رونوشت دی‌ان‌ای که آران‌ای نابالغ باشد چندین نوع آران‌ای بالغ همانند پادتن را تولید کرد. ماشین پیرایش، یک کمپلکس یا هم‌آرایی کوچک از اس‌ان‌آران‌پی‌ها (snRNPs) است که فرایند پیرایش را انجام می‌دهد. پیرایش آران‌ای یکی از فرایندهای ویرایش پسارونویسی می‌باشد.

## مراحل پیرایش

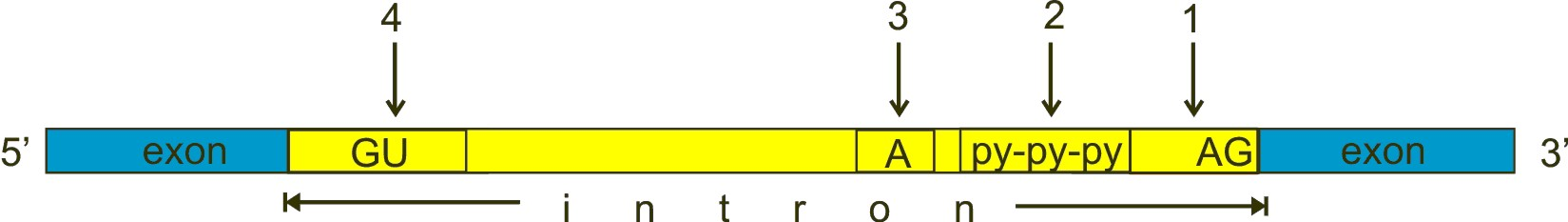
جایگاه‌های پیرایش

درون اینترون سه جایگاه وجود دارد. جایگاه پردازش'۳ که دارای توالی AG است؛ جایگاه پردازش '۵ که دارای توالی GU است و جایگاه برش که در بالادست جایگاه پردازش '۳ قرار دارد و دارای توالی پشت سرهم پیریمیدین می‌باشد و در بالادست آن برش رخ می‌دهد.
دو روش برای عمل ماشین پیرایش وجود دارد که در هر یک، نوع ریبونوکلئوپروتئین‌های به کار رفته متفاوت است.
روش اول روشی است که در بیشتر مواقع کاربرد دارد و در ۹۹ درصد مواقع دیده می‌شود.
در این روش، اس‌ان‌آران‌پی‌های U1, U2, U4 ،U5 ،U6، و پروتئین‌های U2AF و SF۱ نقش دارند.
ابتدا هم‌آرایی اولیه توسط میان‌کنش U۱ با توالی‌های GU در سَر '۵ جایگاه برش و میان‌کنش ASF/SF2, U2AF با '۳ جایگاه برش وارد عمل شدن SF۱ ساخته می‌شود.
U۲ به جایگاه برش متصل شده و یک آدنوزین تری‌فسفات هیدرولیز می‌شود.
U5/U4/U۶ سه هم آرای U5/U4/U۶ وارد عمل می‌شود. U۵به '۵ جایگاه برش و U۶ به U۲ متصل می‌شود.
U۱ رها می‌شود. U۵ تغییر جایگاه می‌دهد؛ و U۶با جایگاه '۵ پیرایش میان کنش می‌دهد.
U۴رها می‌شود و U6/U۲ به هم متصل می‌شوند سپس '۵ جایگاه پیرایش به ریبونوکلئوتید A متصل می‌شود. U۵ به '۳ اگزون وصل می‌شود و '۵ بریده می‌شود.
۳' نیز بریده شده و با هیدرولیز یک آدنوزین تری فسفات، دو اگزون به هم متصل می‌شوند.
روش دوم بسیار شبیه روش اول است. U۵ در هر دو روش مشترک می‌باشد. به جای U1, U2, U۴، و U۶ به ترتیب U11, U12 U4atac، و U6atac به‌کار می‌روند و مراحل، همانند قبل صورت می‌گیرند.
روش سوم در حقیقت روشی است که در آن اگزون‌ها نه به صورت به ترتیب قرارگیری بلکه به حالت جابه‌جا به یکدیگر متصل می‌شوند.

## خودپیرایش[۵]
خودپیرایندگی در اینترون‌ها دیده می‌شود. به‌طور کلی سه نوع پیرایش دیده می‌شود که در سه گروه ۱ و ۲ و ۳ تقسیم می‌شوند. گروه ۱ و ۲ بدون نیاز به پروتئین یا آران‌ای خاص، خودشان عمل پیرایش را بر روی خود انجام می‌دهند.
| شماره گروه          | (آران‌ای هسته‌ای)                      | دو                                                     | یک                                                                                        |
| ------------------- | ------------------------------------ | ------------------------------------------------------ | ----------------------------------------------------------------------------------------- |
| فراوانی             | بیشتر ژن‌های یوکاریوتی                | کمیاب: برخی ژن‌های یوکاریوتی در اندامک‌ها و پیش هسته‌ای‌ها | کمیاب: آران‌ای ریبوزومی در برخی یوکاریوت‌ها، ژن‌های اندامک یوکاریوتی و برخی ژن‌های پروکاریوتی |
| ترانس استریفیکاسیون | رخ دادن دو واکنش و وجود جایگاه برش A | مشابه پیش‌آران‌ای                                        | رخ دادن دو واکنش و وجود جایگاه انشعاب G                                                   |
| ماشین پیرایش        | اسپلایسوزوم اصلی و فرعی              | ریبوزیم (آنزیمی که توسط اینترون‌ها رمز می‌شود)           | همانند گروه دو                                                                            |

در گروه یک دو واکنش ترانس استریفیکاسیون رخ می‌دهد.
- به جای توالی برش A، یک GMP, GDP ,GTP در محل برش وجود دارد که ۵́جایگاه برش به ۳́ آن حمله می‌کند.
- ۳'OH به صورت یک هسته‌دوست عمل کرده و دومین اتصال برقرار می‌شود.

در گروه دوم نیز به صورت زیر عمل می‌شود.
- در ابتدا ۲'OH آدنوزین موجود در اینترون به ۵́جایگاه برش حمله می‌کند
- ۳'OH اگزون به جایگاه پیرایش ۳' حمله کرده و دومین واکنش استریفیکاسیون رخ می‌دهد.

## پیرایش آران‌ای ناقل[۶]
واکنش‌های لازم برای پیرایش با درگیر کردن هم آراهای پیرایش و حتی با روش‌های خود پیرایش انجام می‌گیرند. ریبونوکلئازها سبب برش و لیگازها سبب اتصال اگزون‌ها می‌شوند.

## تکامل
پیرایش در تمامی موجودات و به صورت‌های مختلف روی می‌دهد در یوکاریوت‌هاها سبب تولید پروتئین‌های مختلف از ژن‌های یکسان می‌شود و روی آر‌‌ان‌ای‌های تولیدکنندهٔ پروتئین و غیر تولیدکننده رخ خواهد داد اما در پیش هسته ای‌ها این عمل بیشتر روی آران‌ای غیر رمزکننده روی می‌دهد. تفاوت دیگر این موجودات در این است که در پیش هسته‌ها هیچ هم آرای پیرایش کننده‌ای دیده نمی‌شود.
|                              | یوکاریوت‌ها | پیش هسته ای‌ها |
| ---------------------------- | ---------- | ------------- |
| اسپلایسوزوم (هم آرای پیرایش) | +          | -             |
| خودپیرایش                    | +          | +             |
| آر‌‌ان‌ای ناقل(tRNA)            | +          | +             |

## برهم کنش‌های بیوشیمیایی
در پیرایش‌هایی که توسط هم آرای اسپلایسوزوم و همچنین به حالت خود پیراش انجام می‌گیرد دو واکنش اصلی روی می‌دهد. تران استریفیکاسیون واکنش بسیار مهمی است که در دو مرحلهٔ مجزا انجام می‌پذیرد. پیرایش‌های مربوط به آر‌‌ان‌ای ناقل از این مسیر استفاده نمی‌کند.
در مرحلهٔ اول ۲'OH یک نوکلئوتید خاص در اینترون و در محل برش به جایگاه برش ۵́ حمله می‌کند و در مرحلهٔ دوم ۳́OHاگزون به جایگاه برش ۳́ حمله کرده و دومین واکنش انجام می‌پذیرد.

## پیرایش متناوب
برخی پیش‌آر‌‌ان‌ای‌ها می‌توانند با برداشت بعضی اینترون‌ها ترکیبات متفاوتی از آر‌‌ان‌ای را که می‌تواند پروتئین‌های مختلف تولید کند ایجاد می‌کننداین محصولات پروتئینی مختلف ایزوفرم نامیده می‌شوند.

## جلوگیری از پیرایش
- ایجاد جهش در جایگاه‌های پیرایش که سبب از بین رفتن یک اگزون یا داشتن یک اینترون اضافی می‌شود این امر می‌تواند در نتیجهٔ ایجاد یک رمز پایان رخ دهد. همچنین می‌تواند سبب تغییر توالی سه نوکلئوتیدی شده یا حذف‌ها و اضافه‌هایی را ایجاد کند.
- تغییر در مکان جایگاه‌های برش که می‌تواند سبب کوتاه یا بلند شدن یک آر‌‌ان‌ای شوند.

## نظارت بر پیرایش
سه مسیر برای درست انجام‌گیری پیرایش وجود دارد.
ممانعت فضایی: اگر جایگاه‌های پیرایش درون یک اینترون بسیار به هم نزدیک باشند در این حالت ماشین پیرایش نمی‌تواند از آن‌ها استفاده کند.
تخریب به واسطهٔ بی معنا بودن: هرگاه وجود دو اگزون سبب تولید آر‌‌ان‌ایی شود که دارای رمزهٔ خاتمهٔ نابالغ است این آر‌‌ان‌ای، توسط این مسیر از بین می‌رود.

## پیرایش پروتئین‌ها
علاوه بر آر‌‌ان‌ای، پروتئین‌ها نیز می‌توانند پیرایش شوند در این حالت به جای اگزون که در آر‌‌ان‌ای باقی می‌ماند اگزتن و به جای اینترون، اینتن از توالی حذف می‌شود.